# Campionat d'Espanya de velocitat en circuit - Turisme
El Campionat d'Espanya de velocitat en circuit - Turisme (en castellà: Campeonato de España de velocidad en circuito - Turismo), regulat per la RFEDA, fou la màxima competició d'automobilisme de velocitat en circuit per a automòbils de turisme a l'estat espanyol.

## Història
Al campionat hi eren admesos inicialment tots els automòbils de turisme sense limitació de marca, per bé que en ser SEAT l'únic fàbricant estatal durant anys, fou aquesta la marca amb més presència a les curses. Durant les dues primeres temporades es van incloure entre les proves puntuables algunes pujades de muntanya, entre elles les de Montserrat, Montseny, El Farell i Puig Major. D'ençà de 1971, algunes proves d'altres països varen ser també incloses al calendari (24 Hores de Spa, Zandvoort, Paul Ricard, Silverstone, Estoril, Albi, Mantorp Park, Salzburgring, Paul Armagnac i altres). El 1974 s'instaurà el títol complementari de Campeonato de España de Conductores per al campió final.
De 1978 a 1981, el campionat es va restringir als automòbils de turisme de fabricació estatal, alhora que s'instaurava un nou títol de Turisme de sèrie. De 1984 a 1987, només hi hagué el títol anomenat Producció. De 1995 a 1997, la fórmula del campionat va esdevenir de Superturisme, passant a Kit-Car el 1999 abans de desaparèixer definitivament.

## Palmarès
| Any  | Campió                    | Cotxe                                          | Copa Constructors |
| ---- | ------------------------- | ---------------------------------------------- | ----------------- |
| 1969 | Jorge de Bagration        | BMW 2002 i Porsche 911 d'Escuderia Nacional CS | -                 |
| 1970 | Jordi Bäbler              | BMW 2002 TI                                    | -                 |
| 1971 | Àlex Soler-Roig           | Ford Capri RS 2600 de Ford Colònia             | -                 |
| 1972 | Àlex Soler-Roig           | Ford Capri RS 2600 de Ford Colònia             | -                 |
| 1973 | Jorge de Bagration        | Ford Capri RS 2600 d'Escuderia Nacional CS     | -                 |
| 1974 | Paco Torredemer           | Ford Capri RS 2600 d'Escuderia Tibidabo        | -                 |
| 1975 | José Jaime Sanz de Madrid | Ford Escort RS 1600 de Castrol Team Zakspeed   | -                 |
| 1976 | Manuel Juncosa            | Chrysler 2 litres                              | SEAT              |
| 1977 | Juan Carlos Oñoro         | Chrysler 180                                   | Chrysler          |
| 1978 | Hans Bäbler               | Seat 124                                       | Chrysler          |
| 1979 | Salvador Cañellas         | Seat 124                                       | SEAT              |
| 1980 | Carlos Martínez-Peñacoba  | Ford Escort                                    | SEAT              |
| 1981 | Santi Martin-Cantero      | Seat 131                                       | SEAT              |
| 1982 | Jorge de Bagration        | Lancia Stratos                                 | SEAT              |
| 1983 | Emilio de Villota         | Ford Capri RS 3000                             | -                 |
| 1984 | Francisco Romeo           | Volkswagen Golf GTi                            | Ford              |
| 1985 | Francisco Romeo           | Volkswagen Golf GTi                            | -                 |
| 1986 | Jaime Sornosa             | Renault 11 Turbo                               | -                 |
| 1987 | Luis Miguel Arias         | Volkswagen Golf GTi                            | -                 |
| 1988 | Luis Villamil             | Alfa Romeo 33 i 75                             | Ford España       |
| 1989 | Luis López de la Cámara   | Ford Sierra Cosworth                           | -                 |
| 1990 | José Ángel Sasiambarrena  | Ford Sierra Cosworth                           | Citroën           |
| 1991 | Lluís Pérez-Sala          | Alfa Romeo 75 America                          | Citroën           |
| 1992 | Juan Ignacio Villacieros  | BMW M3                                         | BMW               |
| 1993 | Lluís Pérez-Sala          | Nissan Skyline GT-R                            | -                 |
| 1994 | Adrián Campos             | Alfa Romeo 155 TS                              | -                 |
| 1995 | Luis Villamil             | Alfa Romeo 155 TS                              | Alfa Romeo        |
| 1996 | Jordi Gené                | Audi A4                                        | Audi              |
| 1997 | Fabrizio Giovanardi       | Alfa Romeo 155 TS                              | Alfa Romeo        |
| 1998 | Alfredo Mostajo           | Citroën ZX 16V i Kit-Car                       | -                 |

## GT-Sport
A començaments de la dècada del 1970 va existir també un Campionat d'Espanya de velocitat en circuit - GT-Sport, per al qual es feien servir principalment circuits europeus (aquest campionat no es va reprendre fins al 1999, amb el nom de Campionat d'Espanya de GT). Els guanyadors en varen ser:
- 1970: Jorge de Bagration[20]
- 1971: Josep Maria Juncadella[21]
- 1972: Josep Maria Juncadella[22]
- 1973: Jorge de Bagration[23]
- 1974: Jorge de Bagration[24]